# Altamura
Altamura város (közigazgatásilag comune) Olaszország Puglia régiójában, Bari megyében.
A legendák szerint a mai város elődjét a trójai menekült Antellusz, Aineiasz egyik barátja alapította. Szintén a legendák szerint az ókori várost a 9–10. században teljesen elpusztították a szaracénok. Újjáépítését II. Frigyesnek köszönheti, aki 1232-ben várat építtetett és új, falakkal erősített települést alapított az ókori város helyén. Ugyancsak a császár parancsára épült fel 1232 és 1247 között az impozáns a Santa Maria Assunta-katedrális, amelyet a császár nyomására IV. Ince pápa kivett a Bari egyházmegye fennhatósága alól és önálló udvari kápolna státusszal ruházta fel. A császár által adományozott előjogok elősegítették a város gyors gazdasági fejlődését, így hamarosan Apulia egyik jelentős városává lépett elő. 1860-ban két hónapig Altamurában székelt Garibaldi helyi önkénteseinek haditanácsa, és itt alapították meg Bari tartomány átmeneti kormányát. Olaszország egyesítését követően egy időre Puglia fővárosa lett.
Altamura hírnevét a világszerte híres kenyere alapozta meg, amelyet a 16. század óta változatlan eljárással készítenek és oltalom alatt álló eredetmegjelöléssel forgalmaznak. A város területén található Lamalunga-barlangban találták meg a 250 ezer éves altamurai ember maradványait, míg a De Lucia kőfejtőben rengeteg dinoszaurusz-lábnyomra bukkantak. A leletek paleontológiai és történelmi értékét figyelembe véve a helyszíneket felvételre javasolják az UNESCO világörökség listájára.

## Fekvése
A város Baritól nyugatra, a Murgia-fennsíkon, az Alta Murgia Nemzeti Park déli részén fekszik. Az óváros egy 468 méter magas domb tetején épült fel. A 19. századtól kezdődően a város kiterjedt a domb körüli síkvidékre, ami kedvezett a rácsos utcahálózat kialakításának. Az Altamurával szomszédos községek Bitonto, Cassano delle Murge, Gravina in Puglia, Grumo Appula, Matera, Ruvo di Puglia, Santeramo in Colle és Toritto.

## Geológiája
A Murgia-fennsík északnyugati részét vastag mészkő- és dolomitrétegek, az úgynevezett bari és altamurai mészkőformációk építik fel, amelyek a kréta időszakban, körülbelül 130 millió éve keletkeztek, amikor a lassú tektonikai mozgások eredményeként kiemelkedtek a pugliai karbonátos platformok, a Gargano, a Salento valamint a Murgia. A fennsíknak ez a része magasabb, mint a déli vidékek, és a mészkőrétegek összvastagsága helyenként eléri a 3000 métert is (legmagasabb csúcsai a Monte Caccia (680 m) és a Torre Disperata (686 m)), ellentétben a Murgia déli részével, ahol a kiemelkedések nem haladják meg az 500 métert. Szerkezetföldtani szempontból egy megnyúlt táblás vidék a Bradanói-árok (Fossa Bradanica) és az Adriai-tenger között. A vidék a tenger irányában enyhébben lejt, mint nyugat, azaz az árok felé.
A karbonátos felszín morfológiáját elsősorban az esővíz formálta. Hosszan tartó eróziós tevékenysége során változatos karsztformák alakultak ki. Ezek közül a leglátványosabbak az (elsősorban időleges) vízfolyások által a mészkőrétegekben kivájt változó szélességű repedések, árkok az úgynevezett lamák, valamint a nagyméretű dolinák, amiket a helyiek pulónak neveznek. A felszín alatti vizek nagy kiterjedésű barlanghálózatot hoztak létre érdekes cseppkőalakzatokkal (például a castellanai barlangok). Területén található a Murgia egyik legnagyobb dolinája, a Pulo di Altamura, amely 550 méter átmérőjű és 92 méter mély. A karsztos morfológiának köszönhetően a vidéken számos barlang található, mint a lamalungai barlang, ahol 1993-ban a világon először egy teljes ősembercsontvázat találtak (altamurai ember), egy 172–130 ezer évvel előtti Homo sapiens neanderthalensis maradványait. Az Altamurától délre fekvő Pontrelli egyik barlangjában, a Cava de Luciában jelentős őslénytani feltárás található, felső krétakori dinoszaurusz lábnyomokkal. A történelmi és földtörténeti szempontokból kiemelt fontosságú helyszínek miatt az altamurai Murgiát felvették az UNESCO világörökségi helyszín jelöltjeinek listájára.

## Éghajlata
A városnak jellegzetes mediterrán éghajlata van, hosszú és meleg nyarakkal, valamint enyhe telekkel, kevés csapadékkal. A város mikroklímáját befolyásolják az Adriai-tenger felől érkező szelek is. A Köppen-féle éghajlatosztályozási rendszerben a D osztályba tartozik.
| Hónap                           | Jan. | Feb. | Már. | Ápr. | Máj. | Jún. | Júl. | Aug. | Szep. | Okt. | Nov. | Dec. | Év   |
| ------------------------------- | ---- | ---- | ---- | ---- | ---- | ---- | ---- | ---- | ----- | ---- | ---- | ---- | ---- |
| Átlagos max. hőmérséklet (°C)   | 10,0 | 11,0 | 13,0 | 17,0 | 22,0 | 26,0 | 30,0 | 29,0 | 25,0  | 20,0 | 15,0 | 11,0 | 19,1 |
| Átlagos min. hőmérséklet (°C)   | 2,0  | 2,0  | 4,0  | 6,0  | 10,0 | 13,0 | 16,0 | 16,0 | 13,0  | 10,0 | 6,0  | 3,0  | 8,5  |
| Átl. csapadékmennyiség (mm)     | 53   | 68   | 67   | 42   | 46   | 39   | 28   | 42   | 49    | 69   | 67   | 68   | 638  |
| Forrás: Meteorológiai adatsorok |      |      |      |      |      |      |      |      |       |      |      |      |      |

## Története

### A város alapítása
A legendák szerint a mai város elődjét Aineiasz egyik barátja, Antellus alapította, miután menekülni kényszerült Trójából. Míg Aineiasz – Elissa karthágói királynővel való afférja után – tovább vándorolt egészen a mai Lazio területére, addig Antellus délen maradt és megalapította Altilia városát, azaz Alter Iliumot, a másik Tróját. Egy másik legenda szerint a várost az alattvalói elől menekülő Althaia, a calydoni Oeneus felesége alapította, akit fiának, Meleagernek meggyilkolásával vádoltak meg.
A város területén végzett régészeti ásatások során kőkorszaki, bronzkori és vaskori leletekre bukkantak, ami azt bizonyítja, hogy a térséget már ősidők óta lakták. Bronzkori nekropolisz nyomait tárták fel a közeli La Crocében. A város környékén közel ötven halomsírt azonosítottak be a régészek.
Az első állandó települést azonban a peucetiusok (Lükaón árkádiai király egyik fiának leszármazottai) alapították azon a dombon, amelyen a történelmi központ ma is áll. Valószínűleg jelentős szerepe volt a régióban, hiszen vastag, küklopikus (habarcs nélkül egymásra rakott óriási kőtömbökből épített) falak vették körbe, amelynek maradványai napjainkig fennmaradtak. A falak építését a történészek az i. e. 5. és i. e. 3. század közötti időszakra teszik, s valószínűsítik, hogy ez egybeesett a város egyik virágkorával. Az i. e. 2. századtól kezdődően hanyatlásnak indult. Rövid idejű fejlődésen esett át a római uralom alatt, akik fürdőket építettek, javítottak a vízellátáson és megerősítették a falait.

### A város újjáépítése
A város a 9–10. századi szaracén portyázások idején teljesen megsemmisült.
Újjáépítését II. Frigyesnek köszönheti, aki 1232-ben várat építtetett és új, falakkal erősített települést alapított az ókori város helyén. Ennek emlékét őrzi a város címere is, amelyen olvasható, hogy Federicus Me Reparavit, azaz Frigyes javított meg. A császár pontos indoka nem ismert, egyes történészek szerint a szentföldi kereszteshadjáratból visszatért beteg katonái számára építtette, mások meghatározó indokként a vidék stratégiai jelentőségét emelik ki. A település benépesítése érdekében görög és zsidó telepeseket is hívott, akiknek speciális előjogokat biztosított. Ugyancsak a császár parancsára épült fel 1232 és 1247 között az impozáns templom a katolikus egyházat követő lakosság számára, a görög lakosság a San Nicola dei Greci templomot használta. A változatos összetételű lakosság a városképre is rányomta bélyegét: a görögök rendszerint egy közös udvar köré építették házaikat, míg a katolikusok hosszú, labirintus-szerű utcákban éltek.
A császár által adományozott előjogok elősegítették a város gyors gazdasági fejlődését, így annak a 14. század elejére már több ezer lakosa volt. Egy 1232-ben, Melfiben kiadott oklevélben a császár úgy határozott, hogy az altamurai templomot kivonja a püspöki fennhatóság alól. Ezt IV. Ince pápa is megerősítette 1248-ban keltezett bullájában, amelyben kimondta, hogy a templom közvetlenül a király fennhatósága alá tartozik. Ez azt jelentette, hogy a királynak joga volt kijelölni a szolgáló papokat, akik a fizetésüket is tőle kapták.

### A város fejlődése a középkortól az újkor végéig

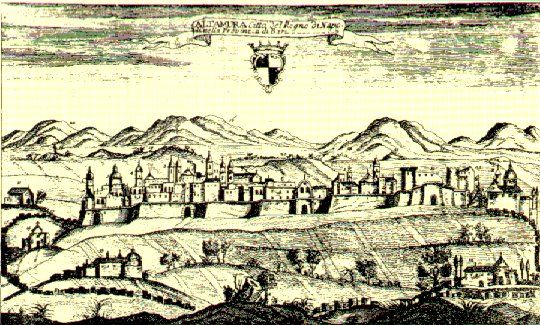
Altamura a 18. században

A 13. századtól kezdődően a város gazdasági élete fejlődésnek indult, a politikai életben pedig egyre meghatározóbb szerepet töltött be a klérus és a nemesség. A középkorban a várost számos nemesi család birtokolta, köztük az Orsinik és Farnesek. Első említése Altamuraként 1299-ből származik, a gravinai püspök egyik leveléből. Ebből a levélből kiderül, hogy egy bizonyos gravinai Sire Mundea őseitől úgy hallotta, Altamura az egykori Altilia helyén épült fel.
A 14. században a lakosság gyorsan növekedett, számos lucaniai család költözött be falai közé, de ugyanebben az időben épültek fel az első nagyobb nemesi paloták is, amelyek inkább erődnek tűntek magas falaikkal, körbezárt belső udvaraikkal. Számos kereskedőcsalád is megtelepedett, hozzájárulva a város gazdasági fejlődéséhez. 1485-ben VIII. Ince pápa – Pirro del Balzo nyomására – alapítványi templomnak nyilvánította a székesegyházat, ami a vezető papok számára lehetővé tette, hogy viseljék a püspöki jelvényeket (mitra, mellkereszt, pásztorbot), ugyanakkor lehetővé tette önálló káptalan megalapítását.
A város egyik jelentős leírása 1584-ből származik, Angelo Rocca Ágoston-rendi püspöktől, aki végiglátogatva a Nápolyi Királyság kolostorait eljutott Altamurába is. Az ő írásaiból kiderül, hogy akkoriban Altamura főtere volt a királyság egyik legnagyobb és legtágasabb tere.
Az 1647-es nápolyi spanyolellenes felkelésben néhány altamurai nemesi család is részt vett. Az ellenük irányuló megtorló hadjáratot Conversano grófja vezette, aki több befolyásos apuliai nemesi család támogatását tudta maga mögött. A felkelők nagy részét, közöttük a vezérüket, Matteo Cristianit is kivégezték.
Az első iskola megnyitását, az úgynevezett Regio Studiót vagy Regia Universitát VII. Károly nápolyi király 1748-ban engedélyezte a városban. Az intézményben matematikát, filozófiát, logikát, anatómiát, botanikát, teológiát és görög valamint latin nyelvet oktattak. Az iskola népszerű volt, hiszen úgy Pugliából, mint a szomszédos Basilicatából is érkeztek ide diákok.
A 18. század végéig a város nem lépte túl a falakat, mindössze az utcahálózatot alakították át úgy, hogy azok a templom előtti térre érjenek be. Az utcák azonban keskenyek voltak, egy-kétemeletes épületek szegélyezték őket, hasonlóan Puglia más városaihoz. Ez az úgynevezett „claustro” (am. korlátozott, zárt) tipológia valószínűleg arab és görög behatásra született meg: az utcára néző magas falak mögött általában kis udvarok húzódtak, ahol a mesteremberek műhelyei voltak, de mezőgazdasági célokra is használták ezeket. Az etnikai és vallási alapú elkülönülés azonban továbbra is megmaradt, ennek egyik példája a saját, belső kapuval rendelkező görög negyed volt.
1798-ban VI. Piusz pápa a város főesperesét, Nulliust Altamura első püspökévé avatta. Egy évvel később a tiszavirág életű Parthenopéi Köztársasághoz csatlakozott és a köztársaságpártiak regionális központjává vált. Május 10-én a királypárti csapatok Ruffo bíboros vezetésével véres harcok során visszafoglalták. A királypárti csapatok nem kegyelmeztek a San Domenico kolostor szerzeteseinek sem, akik a klérus többségével ellentétben a felkelőkkel szimpatizáltak. A város lakosságának egy része elmenekült, közöttük Saverio Mercadante neves zeneszerző is.

### A város modern kori történelme
Miután Napóleon csapatai elfoglalták a Nápolyi Királyságot, az 1800-as évek elején felszámolták a feudalizmust, ami a kisnemesség felemelkedéséhez vezetett. Altamura vidékén felosztották a nagy kiterjedésű birtokokat, ami a mezőgazdasági termelés visszaesését okozta úgy mennyiségileg, mint minőségileg. A gazdaság hanyatlása azonban csak időleges volt, és a 19. század közepére ismét virágzani kezdett a mezőgazdaság. Ebben az időszakban kezdett el a város a falain kívül is terjeszkedni. 1808 és 1817 között bírósága is volt.
1860-ban két hónapig Altamurában székelt Garibaldi helyi önkénteseinek haditanácsa, és itt alapították meg Bari tartomány átmeneti kormányát. Az egyesítést követően Puglia átmeneti fővárosa lett.
Az 1929-ben megkötött lateráni szerződések értelmében az altamurai székesegyház visszakerült az egyház tulajdonába, amely az 1986-os egyházmegyei átszervezést követően az Altamura-Gravina-Acquaviva delle Fonti egyházmegye társkatedrálisa lett.
A város a 20. században a fő közlekedési irányokba, Bari és Matera irányába terjeszkedett tovább, valamint egy új városnegyed jött létre a vasútállomás és az óváros között.

## Népessége
A város lakossága 2009. január 1-jén 68 885 fő volt, ebből 33 986 férfi és 34 899 nő.
A lakosság kor szerinti megoszlása:
- 0–14 év között: 13 701 fő (ebből 7075 férfi, 6626 nő),
- 15–64 év között: 45 796 fő (ebből 22 949 férfi, 22 847 nő),
- 65 év felett: 9388 fő (ebből 3962 férfi, 5426 nő).

A népesség számának alakulása:

2007. december 31-én a városban 2680 bevándorlót tartottak számon. A legtöbben a következő országokból érkeztek:
| - Albánia: 2028 fő | - Tunézia: 247 fő | - Románia: 142 fő |

### Vallási élet
Altamura lakosságának túlnyomó része római katolikus keresztény. Az Altamura-Gravina-Acquaviva delle Fonti egyházmegye egyik központja, amely negyven plébániát ölel fel. Az egyházmegye a Bari-Bitontói főegyházmegye szuffragán egyházmegyéje. Az egyházmegye területére eső összlakosság 97,10%-a római katolikus. Altamura védőszentjei Nagyboldogasszony, Szent József és Szent Irén.

## Látnivalói

### Városkép

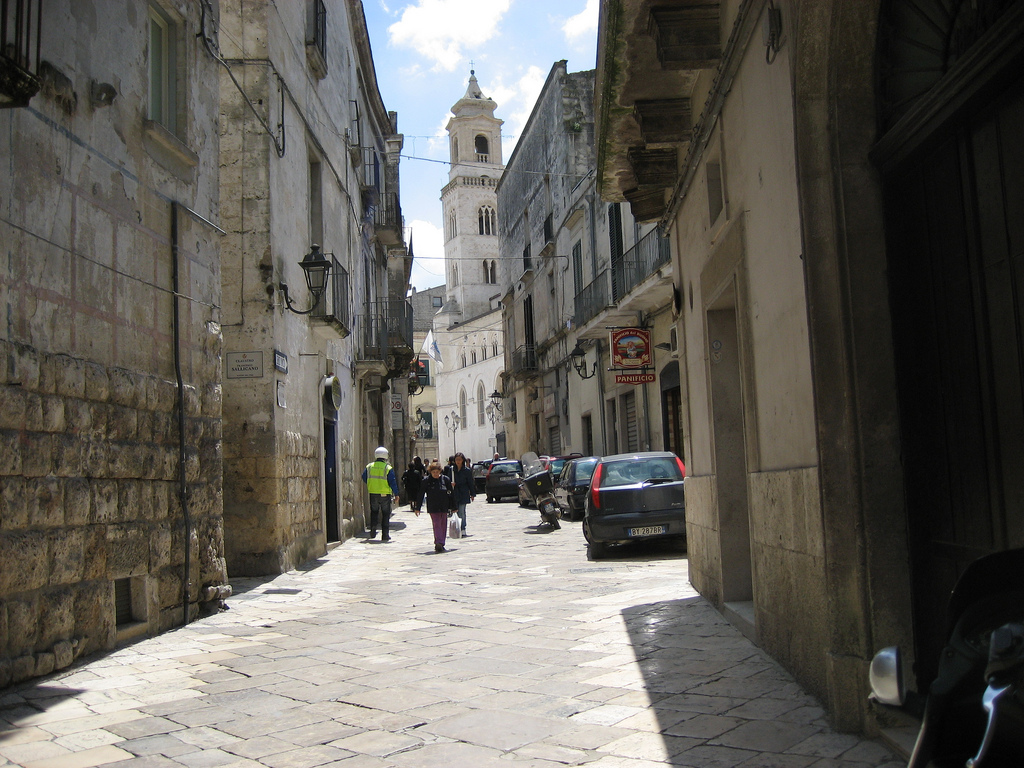
Óvárosi utca

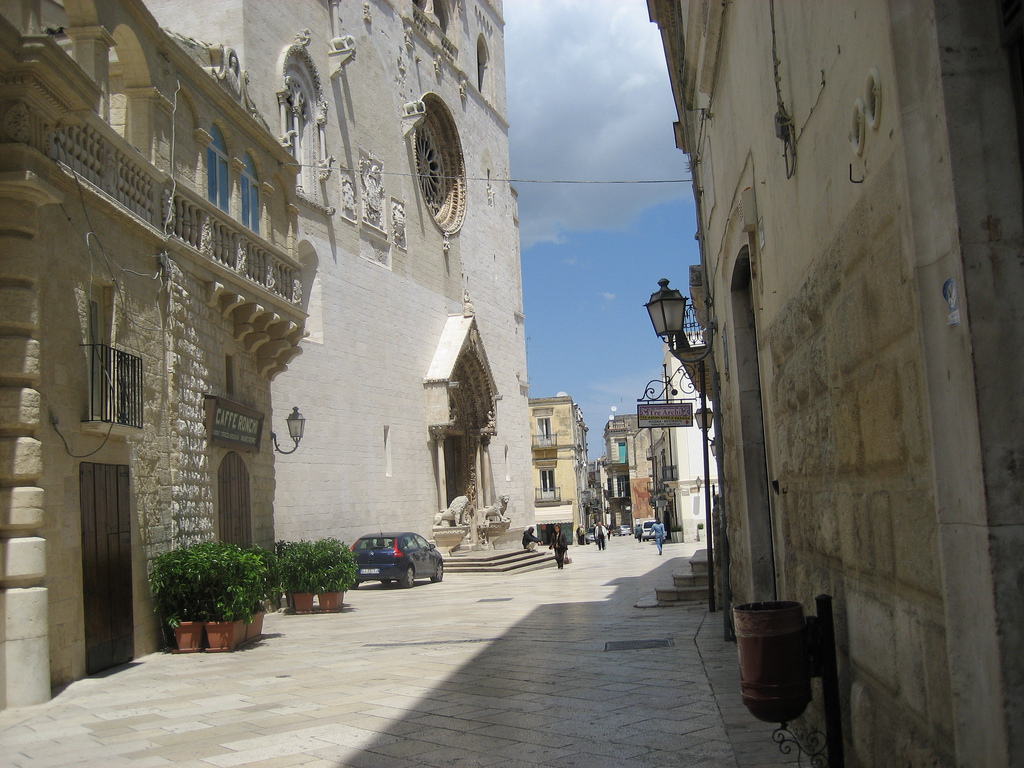
Óvárosi utca

Az ovális alakú óváros egy domb tetején alakult ki. Egykori falaiból csak részletek maradtak fenn, illetve egy városkapu, a Porta Bari. Észak-dél irányban a Corso Federico II Svevia szeli át. Ez volt a város legfontosabb közlekedési útvonala, nagy része ma a gyalogosoknak és az idelátogatóknak van fenntartva. A korzó mentén, nagyjából az óváros központi részén található a Piazza Duomo (Dóm-tér) a híres katedrálissal, illetve az impozáns városházával. Az óváros többi része zegzugos, labirintusszerű. Jellemzőek a városra a közös udvarok, az úgynevezett claustrik. Ezek kialakulásában fontos szerepe volt annak, hogy az egy családhoz tartozók, vagy esetleg egy nemzetiség tagjai csoportosan települtek le a városban egy-egy kisebb tér köré zsúfolódva, amelyet aztán közös udvarként kezdtek el használni. A szociális és védelmi funkciót ellátó claustrik zöme az óváros délnyugati részén található. A korzó két végében alakult ki a város két jelentősebb tere, északon a Piazza dell’Unità d’Italia (Egyesült Olaszország tér) , délen pedig a Piazza Zanardelli (Zanardelli-tér), ahol a régészeti múzeum épülete is áll. Az újabb városrészek az óváros körüli lejtőn, valamint az utána következő síkvidéken alakultak ki, ami kedvezett a négyzethálós utcaszerkezet megtervezésének. A pályaudvar a város északi részén épült meg. A város keleti részén négy kilométer hosszan fennmaradtak a peucetius időkből származó megalitikus falak. Az i. e. 6. és 3. század között épült falak szélessége helyenként eléri a hat métert. Ugyanebből a korból mintegy ötven tumulus is fennmaradt.
A város főbb látnivalói az óvárosban találhatók:
- Santa Maria Assunta-katedrális
- San Nicola dei Greci-templom
- San Francesco di Paola-templom
- Santa Chiara-templom
- Santa Maria dei Martiri-templom
- San Domenico-templom
- Madonna del Buon Cammino-templom
- Palazzo De Angelis-Viti
- Palazzo Melodia
- Palazzo Calderoni Martini
- Palazzo Baldassarre

Altamura határában számos erődített tanya, úgynevezett masseria található. Ezek egy részét őrtoronnyal és vízárokkal is megtoldották, védekezésképpen a brigantik támadásai ellen (Masseria Calderoni, Masseria De Angelis, Masseria Dominante, Masseria Jesce, Masseria Marvulli, Masseria Solagne, Masseria Laudati stb.).

### Természeti látnivalók

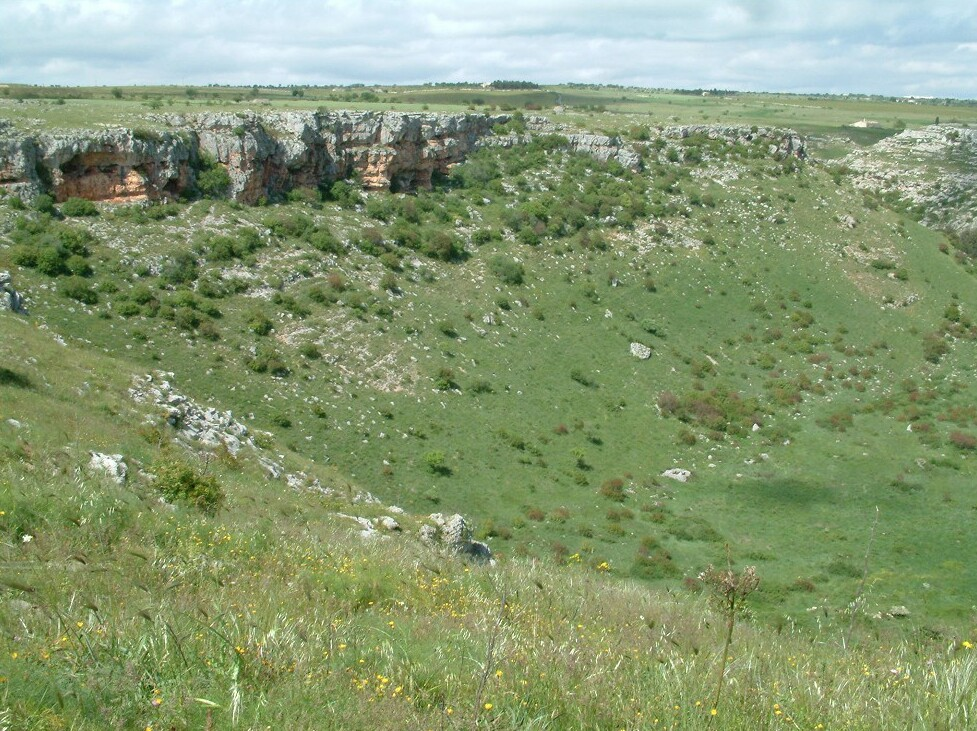
A Pulo di Altamura

Altamura az Alta Murgia Nemzeti Park központja, amelynek célja a Murgia változatos állat- és növényvilágának, valamint a jellegzetes geomorfológiai adottság megőrzése. Itt él az Európai Unió legnagyobb egyedszámú fehérkarmú vércse populációja.

#### Pulo di Altamura
A legjelentősebb természeti látnivaló a Pulo di Altamura nevű töbör, amely a legnagyobb a nemzeti parkban. A dolina 550 méter átmérőjű és 92 méter mély, 477 méter magasságban nyílik. A régészeti kutatások szerint a falaiban lévő barlangokat minden bizonnyal már legalább ötezer éve lakták. A gazdag állatvilág, a ragadozómadarak megóvása érdekében a vidéket tájvédelmi körzetté nyilvánították.

#### A De Lucia kőfejtő
A várostól délkeletre levő De Lucia kőfejtő nevezetessége az 1999-ben felfedezett dinoszaurusz lábnyomok. A több mint huszonötezer lábnyom legalább öt különböző dinoszaurusz fajtól származik. Az úgynevezett „altamurai agyagban” fennmaradt nyomok Európában a legjelentősebbek. A késő krétakorból származnak, pontosabban a santoni emeletből (83,5–85,8 millió éve). Az éghajlat akkoriban meleg, trópusi volt. A magasabb hőmérséklet kedvezett a lábnyomok fennmaradásának, hiszen az agyagban keletkezett nyomokat a Nap hamar kiszárította, még mielőtt további rétegek rakódtak volna rá. Valószínűleg három ujjú madármedencéjű dinoszauruszok nyomai. A lábnyomok felfedezése hozzájárult az Puglia földtörténetéről alkotott kép megváltoztatásához, hiszen a tudósok korábban azt feltételezték, hogy Murgia területe ekkor részben víz alatt volt. A dinoszauruszok viszont tágas és száraz körülmények között éltek, ahol megfelelő mennyiségű táplálékot találtak.

#### A Lamalunga-barlang
Az Altamura melletti Lamalunga-barlang karsztbarlangok és szűk járatok fonata. Az 1980-as években fedezték fel. A negyven méter hosszú és húsz méter mély barlang egy tíz méter mély zsombolyon át közelíthető meg. A barlang alját fosszilizálódott állati csontok borítják cseppkőalakzatokkal vegyülve. A barlang nevezetessége, hogy itt találták meg egy felső pleisztocén korú hominida csontvázát, az úgynevezett altamurai embert. A csontváz kiváló minőségben teljesen megőrződött. Az idők során kalcitgumók keletkeztek rajta. A vizsgálatok során sérülékenynek bizonyult, ezért a tudósok úgy döntöttek, hogy helyben hagyják, és megpróbálják in situ vizsgálni. Az összehasonlító anatómiai vizsgálatok szerint átmeneti forma a Homo erectus és a neandervölgyi ember között (Homo heidelbergensis), nagyjából a 400–130 ezer évvel ezelőtti periódusban, valószínűsíthetően ennek vége felé élt. A rekonstrukciók szerint 160–165 centiméter magas lehetett. A legfőbb kérdés, miként került a csontváz a barlangba; egyes vélemények szerint árvíz sodorhatta ide, míg más feltételezések szerint ide temették el, de olyan vélemények is léteznek, miszerint véletlenül, valószínűleg vadászat során a barlangba zuhant és itt halt meg. A barlang mellett múzeumot alakítottak ki, amelyben bemutatják a barlangot és a feltárt csontváz másolatát.

## Kulturális élet

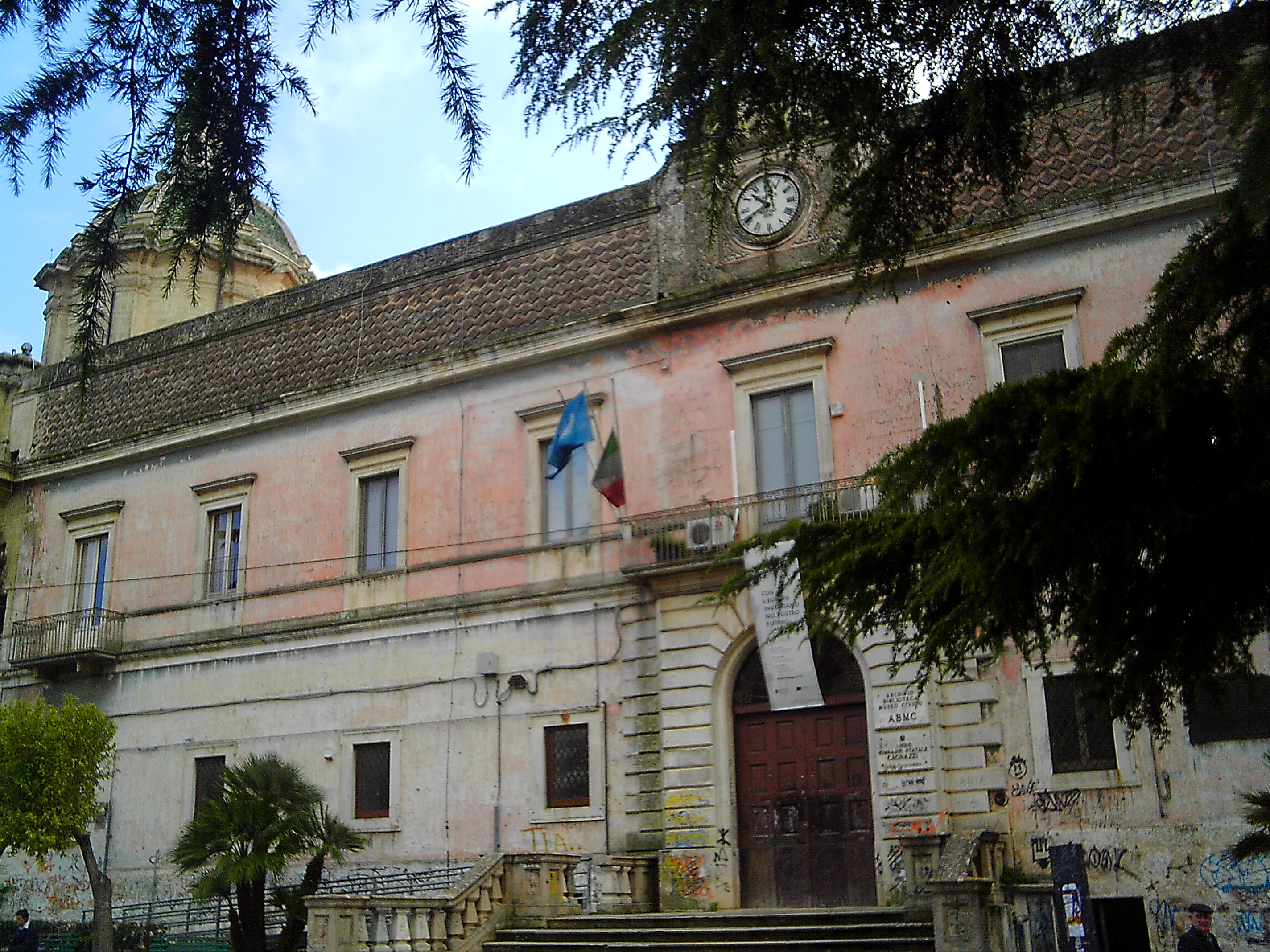
A Cagnazzi Gimnázium épülete

### Oktatás
A városban tizennégy elemi iskola, öt általános iskola, kilenc gimnázium és kilenc műszaki középiskola működik. Felsőoktatási intézmény nincs a városban. A város könyvtárát és egyben levéltárát (Archivio Biblioteca Museo Civico) 1949-ben alapították. Gyűjteményében a több, mint nyolcvanezer kötet mellett több, mint kilencvenezer kéziratot őriznek, valamint száznegyven pergament, 16. századi kőnyomatokat és ősnyomtatványokat. Ugyanitt őriznek számos 16–18. századi festményt, amelyeket egykoron a városi múzeumban mutattak be.

### Múzeumok
A városban két múzeum működik:
- Nemzeti Régészeti Múzeum (Museo Nazionale Archeologico) – A vidék egyik legjelentősebb régészeti múzeuma, értékes bronzkori leletekkel és gazdag ókori görög gyűjteménnyel. A kiállított tárgyak zöme az Altamura, valamint a környező települések területén végzett ásatásokból került elő. Külön részleg foglalkozik a város határában talált ősember-lelőhellyel, és itt látható az altamurai ember egyik rekonstrukciója is. A múzeum elődjét 1891-ben nyitották meg, de érdektelenség miatt 1909-ben be is zárták. Az új épületet azután húzták fel, hogy az 1960-as évek elején a város – az őskori leletek felfedezését követően – a régészek és történészek figyelmébe került.[33][34]
- Néprajzi Múzeum (Museo Etnografico) – 2010-ben nyitották meg azzal a céllal, hogy bemutassa az Alta Murgia Nemzeti Park településeinek szokásait, viseletét.[35]

### Színház
A város színháza a Teatro Mercandante, névadója a város híres szülöttje, a zeneszerző Saverio Mercadante. A színházat 1895-ben építették a zeneszerző születésének századik évfordulójára. Mennyezeti freskóját Nicola Montagano festette, és a város újraalapítását ábrázolja. Az színházat az 1990-es évek elején biztonsági okokra hivatkozva bezárták, viszont az újjáépítési munkálatokat hátráltatta, hogy nem sikerült megfelelő mennyiségű pénzt előteremteni. A felújítást 2009 óta magánvállalkozások végzik, akik harminc évre megkapták az épület használati jogát. A megnyitásának időpontja még nincs kitűzve.

### Helyi média
| Rádió                                                                                                | Televízió     | Internetes portálok |
| --- | ------------- | ------------------- |
| - Canale 2 Radio - Radio Altamura Centrale - Radio Altamura Uno - Radio Classic - Radio Regio Stereo | - Canale 2 TV | - AltamuraLive      |

### Kulturális események
A városban rendezik meg 2003-óta az Arany Keménykalap Nemzetközi Vígszínház Fesztivált (Festival Nazionale del Teatro Comico - Premio Bombetta d'Oro). A fesztiválon nem hivatásos színészi társulatok mutatkoznak be, hanem kisebb városok amatőr színjátszó társulatai.

## Konyhaművészet

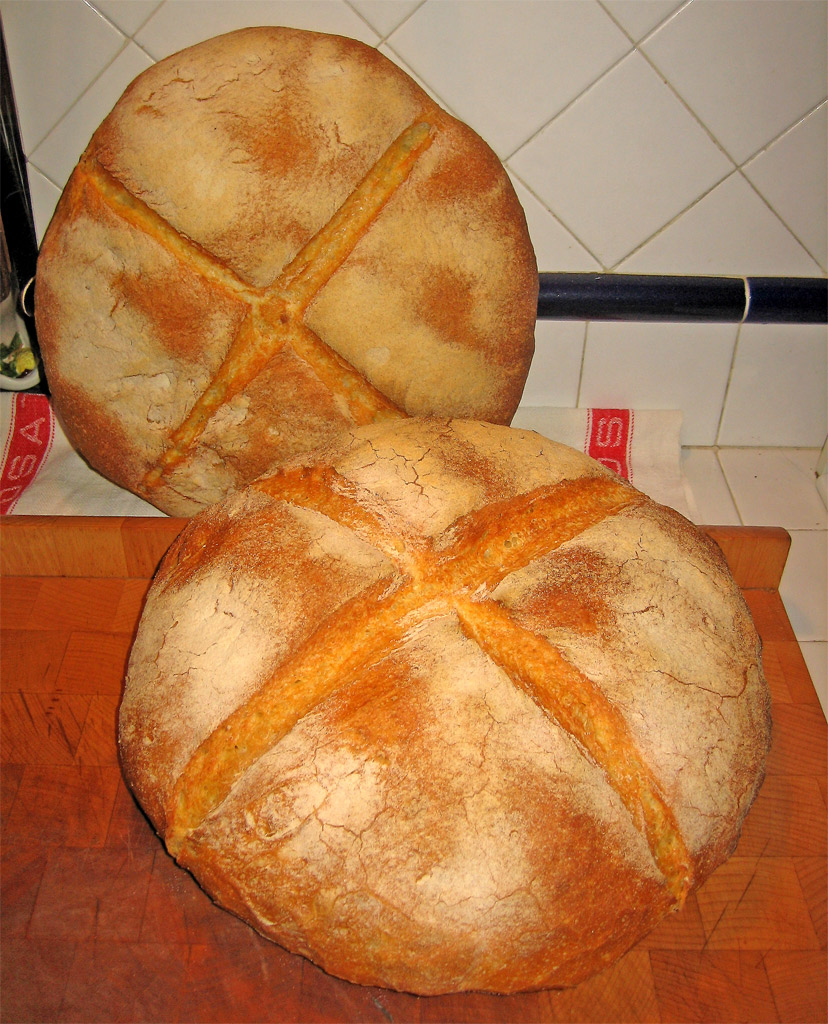
Altamurai kenyér

A város leginkább kenyeréről (Pane di Altamura) híres, amelyet oltalom alatt álló eredetmegjelöléssel forgalmaznak (OEM). A kenyeret a vidéken termesztett durumbúzafajtákból (appulo, arcangelo, duilio, simeto) állítják elő, hagyományos érlelési és dagasztási technikákat alkalmazva. A kereskedelmi forgalomba kerülő kenyér legalább fél kilós, kerek alakú. A magasabbat „pane accavallato”-nak (azaz ráhajtott kenyér) hívják a helyiek, míg a laposabbat „pane a cappello di prete”-nek (azaz papsapka-kenyér). A kenyér héja három milliméternél vékonyabb, nedvességtartalma nem haladhatja meg a 33%-ot. A kenyérsütésnél szigorú szabályokat vesznek figyelembe a búza összetételét (például gluténtartalom), a felhasznált víz minőségét illetően, de a búza őrlésének folyamata is szabályozva van. A kenyerek mintegy 80%-át Olaszország más városaiba szállítják.
Az altamurai konyha további jellegzetes receptjei a cialda fredda (hideg gofri), a paradicsommal, hagymával, olívabogyóval, répalevéllel, burgonyával, esetleg tojással ízesített kenyérféleségek és a pane cotto (főzött kenyér), forrásban levő sós vízben párolt kenyér, idényzöldségekkel, reszelt sajttal tálalva. A húsfélék közül a bárány- és a borjúhús a legelterjedtebbek. Az u cutturide vadnövényekkel fűszerezett bárányhús, zöldborsóval. Altamurai ital a Padre Peppe (Jóska atya) nevű kávéhoz hasonló likőr, amit egy 19. századi kapucinus szerzetes honosított meg.

## Sport
A városban számos sportegyesület működik. Ezek közül egy kivételével (Jogging Volley Altamura, női kézilabda csapat) az összes játszik a regionális és megyei bajnokságokban. 
- Labdarúgás: A.S.D. Real Altamura,[42] A.S.D. Leonessa Altamura,[43] A.S.D. Avanti Delfini Altamura,[44] A.S.D. Puglia Sport Altamura.[45]
- Kosárlabda: Olympia Basket Altamura,[46] Virtus Altamura[47]
- Kézilabda: Jogging Volley Altamura, A.S. Murgia Sport Altamura
- Atlétika: A.S.D. Atletic Club Altamura[48]

## Gazdaság

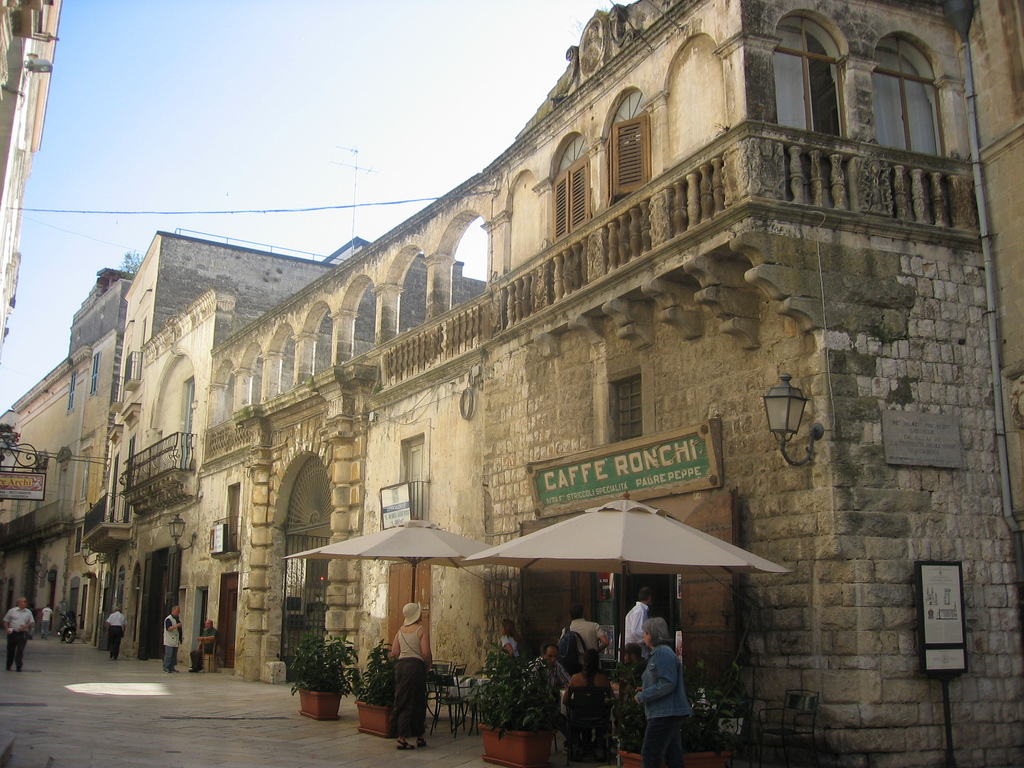
A város egyik híres kávézója, a Caffé Ronchi.

Altamura hagyományosan mezőgazdasági, elsősorban gabonatermelő település. Az iparágak közül jelentős a bútorgyártás, különösen a kárpitozott részek gyártása, amiket Európába és az Egyesült Államokba is exportálnak. Jelentős iparág továbbá a mezőgazdasághoz kapcsolódó élelmiszeripar, különösen a pékségek, amelyek termelésük 80%-át a városon kívül értékesítik. A turizmus nagyrészt a katedrálishoz kapcsolódik. A város az Itinerario Federiciano, azaz a Frigyes-út egyik állomása, amely azon városokon halad át, ahol II. Frigyes építtette jelentősebb épületek láthatók.

## Közlekedés
Az Altamurához legközelebb eső autópálya a Bolognát Tarantóval összekötő A14-es (Autostrada Adriatica), amelyre harminc kilométerre keletre, Gioia del Colle határában lehet felhajtani. Barival az SS96-os országút köti össze, amely északról érkezik meg a városba, és keleti irányban halad tovább Gravina in Puglia irányába. Keleti irányban, Gioia del Colléval az SP235-ös megyei út biztosítja a kapcsolatot. Déli irányban, Matera felé az SS99-es országút ágazik le a város központjában. Északnyugati irányban az SP238-as megyei út biztosítja az összeköttetést az Alta Murgia Nemzeti Park településeivel. A szomszédos településekkel az STP Bari és a Cotrap autóbusz-társaságok révén van összeköttetés.
Az Altamurát érintő kis nyomtávú vasútvonalat a Ferrovie Appulo-Lucane magánvasút-társaság üzemelteti. Rendszeres járatok kötik össze Barival és Materával (Gravinán keresztül). A pályaudvar az óvárostól északra fekszik. A legközelebbi repülőtér a Bari-Palese.
A közösségi közlekedést négy buszvonal biztosítja, amelyek összekötik a város legforgalmasabb tereit és utcáit.

## Híres altamuraiak

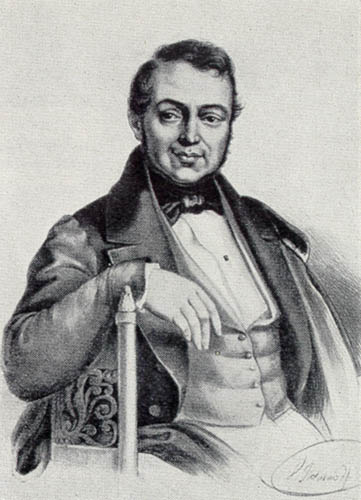
Saverio Mercadante

- Giovanni Antonio Orsini Del Balzo (1386/1393–1463) nemes, politikus
- Giacomo Tritto (1733–1824) zeneszerző
- Luca de Samuele Cagnazzi (1764–1852) matematikus, filozófus
- Gioacchino de Gemmis (1746–1822) érsek, az altamurai egyetem rektora
- Vincenzo Lavigna (1776–1836) zeneszerző, zenepedagógus
- Saverio Mercadante (1795–1870) zeneszerző
- Giacomo Bellacchi (1838–1924) matematikus
- Giuseppe Oronzo Giannuzzi (1838–1876) orvos
- Nicola Serena di Lapigio (1875–1938) író, újságíró
- Tommaso Fiore (1884–1973) író, költő
- Romeo Sacchetti (1953) vízilabdázó
- Carlo Vulpio (1960) újságíró, politikus
- Giovanni Peragine (1965) címzetes püspök
- Francesco Caputo (1987) labdarúgó